# Kerry Watkins
Kerry Watkins né le 16 mai 1979 à LaPlace en Louisiane est un joueur américain de football canadien, receveur éloigné pour les Alouettes de Montréal dans la LCF de 2004 à 2011.

## Carrière professionnelle

### Alouettes de Montréal
Watkins a joué 113 matchs sur huit saisons avec les Alouettes de Montréal. Le 31 janvier 2012, il annonce sa retraite du football.
Il est choisi à deux reprises, 2005 et 2009, sur l'équipe d'étoiles de la LCF.